# Benitochromis batesii
Benitochromis batesii är en fiskart som först beskrevs av Boulenger, 1901.  Benitochromis batesii ingår i släktet Benitochromis och familjen Cichlidae. IUCN kategoriserar arten globalt som sårbar. Inga underarter finns listade.